# 馬里埃爾共和國國旗
馬里埃爾國旗啟用於2006年11月30日。這面國旗的長寬比是2:3。國旗左側為紅色，右側大部分面積為白色，白色區域內有馬里埃爾共和國的國徽。